# Time Out (album)
Albums de The Dave Brubeck Quartet
Gone with the Wind
(1959) The Riddle
(1959)
Singles
Pour les articles homonymes, voir Time Out.
Time Out est un album de Dave Brubeck sorti en 1959. L'album se veut, et réussit, une expérimentation de signatures rythmiques inhabituelles dans le jazz.

## Histoire
Malgré les réticences de la maison de disques et les critiques négatives à sa sortie, Time Out est devenu l'un des albums les plus connus et les plus vendus dans l'histoire du jazz de l'époque, avec plus d'un million d'exemplaires, se hissant à la deuxième place des charts des albums de pop par Billboard, le single Take Five atteignant la 5e place de l'Adult Contemporary chart du même magazine.
Il est suivit de l'album Time Further Out, de 1961, dans la même lignée et de la même formation, avec leur titre emblématique Unsquare Dance. 
En 2005, il figura dans les 50 enregistrements choisis par la Bibliothèque du Congrès pour être ajoutés au Registre national des enregistrements (National Recording Registry) du Congrès des États-Unis. Il est également intronisé au Grammy Hall of Fame Awards en 2009.

## Structure
Blue Rondo a la Turk démarre en 9/8, un rythme inspiré de la danse Zeybek, l'équivalent du Zeimbekiko grec, mais alterne avec des phases en 4/4.
Strange Meadow Lark commence avec un solo de piano rubato, mais adopte un rythme 4/4 swing classique lorsque les autres instruments font leur apparition.
Take Five, tout entier écrit en 5/4, devait à l'origine être, selon Dave Brubeck lui-même, simplement un solo du batteur Joe Morello, mais le succès rencontré en a fait un incontournable standard.
Three to Get Ready commence avec un tempo 3/4, habituel dans la valse, puis alterne deux mesures de 3/4 et deux de 4/4. Ce morceau fut notamment repris et adapté en chanson française en France par Claude Nougaro sous le titre Le Jazz et la Java de 1962.
Kathy's Waltz (nommé d'après la fille de Brubeck, Cathy, dont le nom a été écorché au passage), commence en 4/4, puis passe en 3/4, avant de mêler les deux types de mesure. Il est repris pour l'indicatif musical de l'émission radiophonique de jazz On The Wilde Side, de 2020, de Radio Classique, du pianiste de jazz et animateur de radio franco-américain Laurent de Wilde. 
Dans Everybody's Jumpin' le rythme est essentiellement un 6/4 « flexible », tandis que Pick Up Sticks suit un 6/4 clair et marqué.
L'exploration des signatures originales (5/4, 9/8 etc.) sera poursuivie sur certains des albums suivants du quartet, notamment Time Further Out et Time in Outer Space.

## Liste des titres
Sur le 33 tours original :

### Face A
| No | Titre                            | Musique      | Durée |
| -- | -------------------------------- | ------------ | ----- |
| 1. | Blue Rondo a la Turk (9/8 - 4/4) | Dave Brubeck | 6:44  |
| 2. | Strange Meadow Lark (4/4)        | Dave Brubeck | 7:22  |
| 3. | Take Five (5/4)                  | Paul Desmond | 5:24  |

### Face B
| No | Titre                                | Musique      | Durée |
| -- | ------------------------------------ | ------------ | ----- |
| 1. | Three to Get Ready (3/4 - 4/4)       | Dave Brubeck | 5:24  |
| 2. | Kathy's Waltz (4/4 - 3/4)            | Dave Brubeck | 4:48  |
| 3. | Everybody's Jumpin (4/4 - 3/4 - 3/2) | Dave Brubeck | 4:23  |
| 4. | Pick Up Sticks (6/4)                 | Dave Brubeck | 4:16  |

## Personnel
Musiciens
- Dave Brubeck : piano
- Paul Desmond : saxophone alto
- Eugene Wright : contrebasse
- Joe Morello : batterie

Techniciens
- Teo Macero : producteur
- Fred Plaut : ingénieur (également sur Kind of Blue de Miles Davis)
- Mark Wilder : ingénieur
- Cozbi Sanchez-Cabrera : direction artistique
- Seth Rothstein : directeur de projet